# Adam Barszczewski
Adam Leonard Barszczewski (ur. 2 stycznia 1933 w Warszawie, zm. 21 lutego 2015 tamże) – pułkownik, funkcjonariusz służby bezpieczeństwa, kierownik Grupy Operacyjnej „Praga” MSW.

## Życiorys
Syn Józefa i Elżbiety. 18 września 1950 rozpoczął naukę w Szkole Oficerskiej Centrum Wyszkolenia Ministerstwa Bezpieczeństwa Publicznego w Legionowie, którą ukończył 21 lipca 1952. 
Od 26 lipca 1952 pełnił służbę w centralnym aparacie MBP-MSW w komórkach zajmujących się zagadnieniami ekonomicznymi. Kolejno zajmował funkcje: 
- mł. referenta Departamentu IV MBP (ekonomia, od 12 stycznia 1952–1953);
- mł. referenta/referenta Departamentu IX MBP (przemysł ciężki, od 1 lipca 1953–1954),
- referenta Departamentu IV MBP (1954–1955),
- referenta/oficera operacyjnego Departamentu IV KdsBP (1955–1957),
- oficera operacyjnego/st. oficera operacyjnego/inspektora/z-cy nacz./nacz./st. insp. Departamentu III MSW (1957–1970),
- prac. Grupy Operacyjnej "Karpaty" MSW w Berlinie zs. w Hagemwerder, Boxbergu i Bersdorfie (1970–1973),

Podczas delegacji do NRD (październik 1970 – 31 grudnia 1973) działał pod przykrywką stanowiska zastępcy dyrektora do spraw budowy obiektów przemysłowych polskiej firmy budowlanej Energoexport w Hagemwerder, NRD, poprzez rezydenturę Ministerstwa Spraw Wewnętrznych w Berlinie, a od 1 maja 1972 – poprzez grupę operacyjną Ministerstwa Spraw Wewnętrznych.
- st. insp./z-ca nacz./nacz./z-ca dyr. Departamentu III MSW (1974–1979),
- z-ca dyr. Departamentu IIIA MSW (1979–1981),
- kier. Grupy Operacyjnej „Praga” MSW (1981–1986),
- z-cy dyr. Departamentu V MSW (1986–1987).

Ostatni stopień: pułkownik.